# Shinji Harada at Budokan '78〜Time Travel〜
『Shinji Harada at Budokan '78〜Time Travel〜』（しんじはらだアットぶどうかん'78 タイム・トラベル）は、1996年12月18日にリリースされた、原田真二3枚目のライブ・アルバムである。

## 概要
帯コピー：衝撃のトリプルシングルスデビューから10ヶ月、真二は初めて武道館に立った！！真二初期の名曲が熱狂の中で甦る伝説のステージ！！1978年7月24日、日本武道館にて収録。
「デビューしてまだ10か月です」（実際は9か月）、最初のMCでそう挨拶した原田はその時19歳。
デビュー1年目、10代で史上初めて日本武道館単独公演のステージに立ち、またライヴアレンジも手がけバンドを統率。シンプルなロックコンサートに仕立てあげた。
若きロックシンガー原田真二初の武道館ライヴの音源を収録。

### ミュージシャン
- 原田真二（ヴォーカル・ギター・キーボード）
- 山田秀俊（キーボード）
- 青山徹（リード・ギター）
- ロパート・P・ブリル （ドラムス）
- 関雅夫（ベース・ギター）
- 古田たかし（ドラムス）

## 収録曲
- 全 作詞：松本隆／全 作曲：原田真二　（Wake Up＝作詞：Louis Higgins／作曲：原田真二）
- 全ライヴアレンジ：原田真二

1. てぃーんず ぶるーす　（4分46秒）
2. サゥザンド・ナイツ　（4分4秒）
3. Angel Fish　（4分34秒）
4. カーテン・ライズ　（4分47秒）
5. 風をつかまえて 　（4分10秒）
6. OUR SONG　（2分47秒）
7. タイム・トラベル　（5分7秒）
8. ジョイ　（4分2秒）
9. キャンディ　（2分51秒）
10. 黙示録 　（3分20秒）
11. シャドー・ボクサー　（4分21秒）
12. グッド・ラック　（5分40秒）
13. スポーツ 　（4分53秒）
14. Wake Up　（4分5秒）
15. ハイウェイ 909　（7分4秒）